# Heliophanus kochii
Heliophanus kochii este o specie de păianjeni din genul Heliophanus, familia Salticidae, descrisă de Simon, 1868. Conform Catalogue of Life specia Heliophanus kochii nu are subspecii cunoscute.